# Farilhões
Farilhões es el nombre de  un grupo de pequeñas islas deshabitadas del archipiélago de las Berlengas, en Portugal, que suman una superficie aproximada de 7 hectáreas (equivalentes a 0,07 km²)
También conocido como Farilhões-Forcadas, este grupo de islotes se encuentra a una distancia de unos 3,5 kilómetros del faro de Berlengas, en el extremo norte del grupo de las Berlengas, semi aisladas del resto de islas, en las coordenadas geográficas 39°28′31″N 09°32′56″O / 39.47528, -9.54889 Administrativamente dependen del Municipio de Peniche, parte del Distrito de Leiría, alcanzan una altura máxima de 94 metros.

## Islas integrantes
- Grande Farilhão
- Farilhão del noroeste
- Farilhão da Cova